# Монстров Костянтин Іванович
Монстров Костянтин Іванович (1874 — лютий 1920) — командувач російської Селянської армії в Ферганській долині в 1918—1919 роках і керівник антибільшовицького селянського повстання в Туркестані у серпні-восени 1919 року.

## Біографія
К. І. Монстров був уродженцем Симбірської губернії, жив в Сизрані, його батько був мировим суддею. У Сизрані був одружений, мав трьох дітей. До революції 1917 року переїхав жити в Туркестан, був конторським службовцем і підрядником, а також з 1914 року був власником великої земельної ділянки у Ферганській долині. При більшовиках під час розпочатої в Туркестані громадянської війни він був обраний командувачем Селянською армією російських поселенців, які проживали у Ферганській долині, для захисту від набігів басмачів. Спочатку ця армія співпрацювала з Радянською владою і Червоною армією.
К. І. Монстров був обраний командувачем селянською армією незабаром після 23 листопада 1918.
Проте внаслідок проведення більшовицьким урядом Туркестану антиселянської земельної і продовольчої політики (хлібна монополія, продовольча диктатура) і спроб радянських органів влади відбирати землю російських переселенців на користь дехкан К. І. Монстров 22 серпня 1919 року уклав угоду з загонами Мадамін-бека про спільну боротьбу проти радянської влади і підняв повстання проти більшовиків. Після укладення угоди Селянська армія під керівництвом Монстрова виступила проти Червоної армії, провівши низку успішних боїв, оволодівши обширною територією в Туркестані. Базою руху було місто Джалалабад. 8 вересня 1919 року, після півторидобових боїв загонами Монстрова і Мадамін-бека було зайняте місто Ош. 10 вересня почалася облога міста Андижана, яка зазнала невдачі через прибуття з Закаспійського фронту Казанського полку під командуванням А. П. Соколова (1528 багнетів, 10 гармат, 54 кулемета) і зведеного загону зі Скобелєва під командуванням М. В. Сафонова (8 рот, 2 ескадрони, 6 гармат, 24 кулемети). 24 вересня облога була знята. 26 вересня Червона Армія зайняла місто Ош, а 30 вересня — Джалалабад. Однак більшість сільських районів регіону ще контролювалася басмачами і загонами Монстрова.
Восени 1919 року розвалився Східний фронт Колчака і більшовики змогли перекинути значні сили в Туркестан. Це вирішило долю антибільшовицького опору. Зазнавши поразки в кінці 1919 — на початку 1920 років в боях з переважаючими силами Червоної Армії, К. І. Монстров здався більшовикам, а очолювана ним Селянська армія розпалася. Останній великий бій армії Монстрова відбувся 23 січня в районі кишлака Гульча.
В лютому 1920 року Монстров і його соратники, згідно з одними джерелами, були розстріляні; згідно з іншими, невдовзі звільнені, але за кілька років його знов заарештували, і він додому вже не повернувся. Згідно з базою даних «Учасники Білого руху в Росії» історика С. В. Волкова, Костянтин Монстров у травні 1922 року перебував на Архангельському пересильно-розподільчому пункті.